# Borburata
Borburata ist eine kleine Küstenstadt im Bundesstaat Carabobo in Venezuela, am Karibischen Meer.
Es war lange ein Ziel der indigenen Völker, die am Meer Salz sammelten. Es wurde im 16. Jahrhundert von den Spaniern kolonisiert, erlitt aber so viele Überfälle, dass es größtenteils aufgegeben wurde. Die Bewohner zogen ins Landesinnere. Heute verfügt es über Einrichtungen, die mit der venezolanischen Öl- und Gasindustrie verbunden sind.
Koordinaten: 10° 27′ N, 67° 58′ W